# 크리스토포로 모로

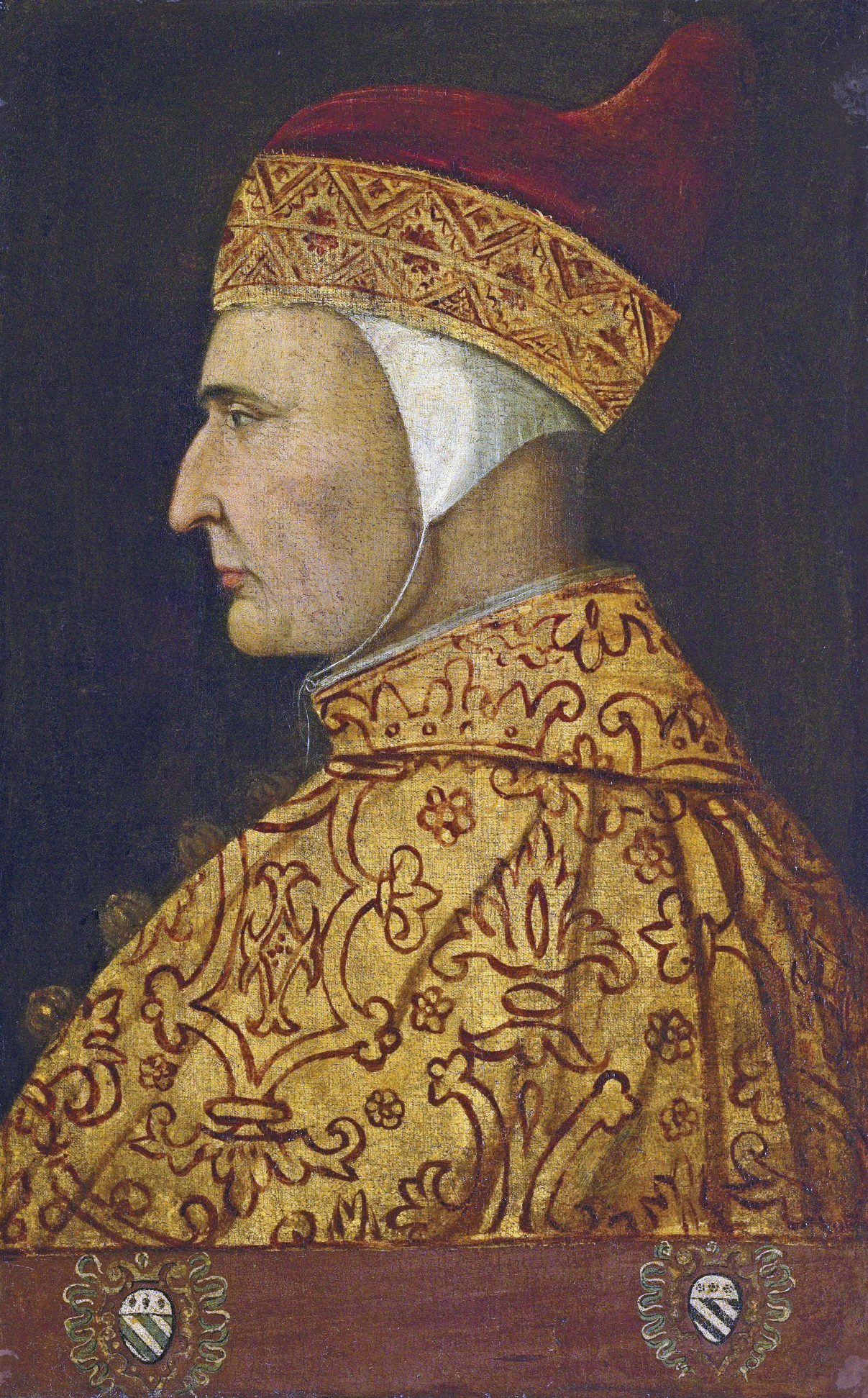
크리스토포로 모로 (1390년-1471년)

크리스토포로 모로의 문장

크리스토포로 모로(Cristoforo Moro, 1390년 – 1471년 11월 10일)는 67대 베네치아 공화국의 도제이다. 그는 1462년부터 1471년까지 군림했었다.

## 가문
모로 가문은 12세기에 마루스(Marus)의 증손자 스테파누스 마루스(Stephanus Maurus)가 무라노 섬에 교회를 지으며 베네치아에 정착했다. 크리스토포로는 모로 가문 출신으로 도제에 당선된 11번 째 인물이다. 그의 아내는 크리스티나 사누도다.

## 생애
대학을 졸업한 후, 모로는 다양한 공직 자리를 경험했다. 그는 교황 에우제니오 4세와 교황 니콜라오 5세에게 베네치아 대사이기도 하였다. 시에나의 베르나르디노는 언젠가 모로가 베네치아 도제가 될 것을 예언하였으며, 엄숙한 실천의 맹세로서 모로는 산 조베 교회를 짓고 베르나르디노의 추모를 위해 헌정하였다. 그는 그의 유산들을 산 조베 교회를 포함한 다양한 자선 단체와 조직등에 남겼다.

### 도제
모로의 통치는 베네치아와 튀르크 사이에 벌어진 긴 전쟁의 시작으로 주목 받았다. 1463년 교황 비오 2세는 반튀르크 동맹에 베네치아를 확실히 참여시킬 목적으로 모로에게 축성을 한 검을 보냈다. 베네치아의 반응은 공화국의 주 우선 상황은 그들의 경제적 이익이였기에 초기에는 주저하였다.
콘스탄티노폴리스의 함락 10년 뒤인, 1463년 4월에 튀르크는 그리스에는 베네치아의 아르고스 요새를 점령한다. 라틴 총대주교 바실리오스 베사리온은 튀르크에 맞서는 "신앙의 수호자"로서 공화국을 참여시키고자 베네치아를 방문한다. 같은 해에 베네치아, 헝가리, 알바니아 대공 스칸데르베그가 술탄 메흐메트 2세의 공격적인 정복 정치의 위협에 맞서 교황의 축복으로 만들어진 반동맹이 결성되었다. 반동맹은 튀르크의 확장을 일시적으로 저지시켜내는데 성공하였지만, 새로운 영토적 한계는 크게 늘어난 그들의 정복지에서 튀르크인들에 의해 생겨난 것이였다.
1469 베네치아 함대의 사령관 니콜로 카날은 트라키아에 있는 애노스를 탈환시켜내지만, 그는 베네치아의 중요 곡창지대인 네그로폰테(Negroponte, 에비아)섬을 튀르크인들의 공격으로부터 방어해내는데 실패하고 말았다. 에비아는 베네치아군에 막대한 피해를 가하면서 술탄이 정복해내었다.
공화국은 베네치아 영토를 탐하던 이탈리아 북부 도시들과 더불어 베네치아의 지원에 있던 롬바르디아로 확장을 꾀하던 프랑스 왕 루이 11세의 의 위협에 직면하였다.

## 무덤
모로의 무덤은 산 조베 교회의 성소에 위치해있다. 그의 무덤은 지상 위에 있고 대리석으로 포장되어 있다.